# خانه دو پوسته
خانهٔ دو پوسته یک خانهٔ غیرفعال خورشیدی است که انرژی خورشید را دریک گلخانه جمع کرده و به صورت غیرفعال به هوای گرم اجازهٔ حرکت بین دو مجموعه دیوار اطراف خانه را می‌دهد. این طراحی در سال ۱۹۷۵ توسط لی پورتر باتلر (به انگلیسی: Lee Porter Butler) در آمریکا انجام شد.

## تاریخچه
طراحی خانه‌های دو پوسته‌ای باتلر زمانی علنی شد که اعتبار مالی انرژی خورشیدی در سال ۱۹۷۸ به وجود آمده بود. نسخه‌های مختلف آن در زیر پوشش مجله‌های مختلف به نام‌های باغ‌هاو خانه‌های بهتر و علم محبوب بود.
باتلر یک طراح منطقی- احساسی بود و خود را وابسته به سبک «اکوتک» می‌دانست. او ویژگی‌های قراردادی را به عنوان مهندسی انرژی قبول نداشت. او در زمانی که در وارد دانشگاه کارولینای شمالی برای خواندن معماری شد، ساختمان‌های بسیاری از جمله خانه‌ها، مراکز خرید و ساختمان‌های اداری از جمله مؤسسه و بانک‌ها را ساخته‌بود. او مهندسی را قبلاً در مؤسسه جورجیا خوانده بود. اوحتی دیپلم دبیرستان را نداشت اما با این حال تدریس اختراع خود به نام «جاذبه پوسته حرارتی زمین» (به انگلیسی: the gravity geo-thermal envelope) را در دانشگاه کالفرینا به انجام رساند. او برای درس خواندن به مدرسه می‌رفت نه برای گرفتن مدرک.
ذهن هشیار و کنجکاو باتلر باعث شد که او در زندگی با این سؤال که چه روش‌هایی وجود دارد که به وسیله آن بشر بتواند با یک تعادل و هماهنگی بر روی زمین زندگی کند و با آن در تعامل باشد مواجه شد. جدیدترین اهدای او به بشریت به نام «اکوتکچر» (به انگلیسی: Ekotecture) به گونه‌ای است که به خودی خود باعث ایجاد تعادل در زندگی بر او زمین می‌شود و زندگی انسان را تضمین می‌کند و مهم نیست که شرایط خارجی محیط زندگی چگونه است. او به این فکر افتادکه وقتی ما راجع به پایداری صحبت می‌کنیم نباید فقط راجع به پایداری زمین صحبت کنیم بلکه باید زندگی بشر را هم پایدار کنیم. اهدای او حاوی شیوه‌ای بود که به وسیله آن انسان می‌تواند در صلح و آرامش و هماهنگی با زمین زندگی کند.

## تئوری و طراحی
طراحی تجربی باتلر گونه‌ای از انرژی غیرفعال خورشیدی بود که با یک سیستم غیرفعال گرمایشی ترکیب می‌شد. او در تلاش بود که مشکلات پخش نابرابر گرما را توسط سیستم‌های جذب مستقیم نشان دهد. این پدیده بیشتر در جاهایی از طرح که نامناسب بود مانند توده‌های حرارتی، دستگاه‌های تهویه و پنجره‌های شمالی-جنوبی بیشتر مشاهده می‌شد.
باتلر مخصوصاً ترکیبی از چند خانه را به جای یک خانه طراحی کرد. انرژی گرمایی از طریق گلخانه‌هایی که در جنوب طراحی شده گرفته می‌شود و گرما توسط یک حلقه جریان همرفتی در بین فضاهای خالی بین دو پوسته و در طول کف کاذب یا در مجراهای خنک‌کننده حرکت می‌کند.
مسیر جریان سیرکوله شده هوا از هوای گرم با چگالی پایین که در قسمت جنوبی گلخانه است به هوای سرد (چگالی بالا) که در قسمت شمالی گلخانه است می‌باشد؛ که این پدیده یک تفاوت فشار را ایجاد می‌کند که باعث می‌شود هوای گرم اضافی از قسمت جنوبی خانه به قسمت شمالی خانه بدون احتیاج به هیچ گونه انرژی اضافی حرکت کند؛ بنابراین جریان هوا به بخش‌های مختلفی از دما بین این دو جریان تقسیم می‌شود.
در تابستان سایبان‌ها همهٔ مسیرهای جذب مستقیم نور خورشید را حذف می‌کنند. مجراها دربالا باز می‌شود تا هوای گرم استفاده شده را خارج کند. هوای تازه‌وارد می‌شود تا هوای محیط را خنک کند و رطوبت آن را بگیرد.
در زمستان هوای بین دو جداره توسط هوای گرم محیطی زمین احاطه شده‌است و در تابستان جریان هوا توسط هوای سردتر محیط پیرامون جایگزین می‌شود و هوای گرم هم توسط جریان همرفتی طبیعی به بیرون رانده می‌شود.

## انتقادات
تفسیر اولیه به دلیل مطلوبیت آن حائل دمایی که بین دو جداره وجود داشت به وجود آمده بود با این حال، ناظران گفتند که عایق بندی سراسری دیوار بیشتر شده‌است چون الان دو دیوار داریم اما قبلاً یک دیوار بود پس عایق بندی کمتری نیاز بود.
با این که طراحی این خانه در برابر خانه‌های سنتی قدیمی بهتر است و بهتر اجرا می‌شود، ناظرین رسمی اجرایی گفتند که یک سری ایرادات در طرح اصلی وجود دارد.
ناظران از طرح در زمینه‌های مختلف انتقاد کردند:
- تخته سنگی در زیر خانه در شب با پدیده گرمایشی زمین رو بروست که آرام آرام این سنگ تا صبح گرم می‌شود.
- شیشه‌های زاویه دار سقفی، کنترل تابش مستقیم آفتاب در تابستان و از دست دادن گرما را در زمستان دشوار می‌کند.
- ایوان‌های میانی بر روی طبقات پایین بیش از اندازه سایه می اندازدومانع از جذب پرتوهای خورشید می‌شوند.
- فضای خالی اضافی در قسمت شمالی خانه تهویه نمی‌شود و مکانی است مستعد برای آتش‌سوزی.
- سقف‌های تیره و مانع‌های تشعشی خورشیدی در بازداری از تابش خورشید در تابستان بی‌اثرند.
- وجود شومینه، دودکش و اتاق رختشویی مکان‌هایی است برای از دست دادن انرژی.
- طرح برای نقاط قطبی مناسب نیست.
- نگرانی‌هایی راجع به پی آمد رطوبت و چگالی زیاد این جریان همرفتی وجود دارد که ما را به سمت یک سری پی آمدها برای سلامتی و بقا سوق می‌دهد.
- متریال و توده‌های حرارتی اضافی در این ترکیب دوباره استفاده می‌شوند.
- هوای گرم به دلیل جریان طبیعی همرفت به بالا می‌رود، امابه پایین یا اطراف نمی‌رود که این خود به گونه‌ای باعث آتش‌سوزی می‌شود و این کار بر خلاف قوانین ساخت و ساز در آئورا کو می‌باشد.

## بخش حائل حرارتی خانه
یک سری تغییرات بر اساس طرح اولیه باتلر صورت گرفت. اما هنوز به صورت رسمی ارزیابی نشده‌است. این. تغییرات در تلاش است که یک سری از نتایج اولیه را حذف کند.
مهمترین تفاوت، قسمت شمالی خانه است که (بخش حائل حرارتی/TBZ) به عنوان یک مکان مناسب برای اتاق رخت شویی، کمدها، آبدارخانه و انبارها در نظر گرفته شده‌است. قسمت رخت شویی برای خشک کردن لباس‌ها دو فضا در نظر گرفته شد.
پنجره خارجی که در قسمت شمال خانه قرار گرفته می‌تواند برای ورود هوای معتدل برای قسمت TBZ در طول تابستان باز نگه داشته شود. یک پنجرهٔ اضافی داخلی در قسمت جنوب بخش‌های مختلف را جدا می‌کند؛ که می‌تواند برای وارد شدن هوای گرم در زمستان از گلخانه به سمت قسمت شمالی باز نگه داشته شود.
طراح خاطر نشان می‌کند که هوای TBZ در زمستان به دلیل وجود اثر گلخانه‌ای به ۸۵°f هم می‌رسد در حالی که دمای هوای بیرون زیر صفر درجه است.

## ارزیابی اجرایی
تکنولوژی امروزی به سختی می‌تواند اثرات این جریان‌های هوا را مدل کند چون دستگاه‌های کامپیوتری همهٔ این عوامل را به سرعت با هم جمع‌بندی نمی‌کند و در محاسبات با هم استفاده نمی‌کند.